# اس‌ام یو-۳۸
اس‌ام یو-۳۸ (به انگلیسی: SM U-38) یک زیردریایی بود که طول آن ۶۴٫۷۰ متر (۲۱۲٫۳ فوت) بود. این زیردریایی در سال ۱۹۱۴ ساخته شد.